# St. David (Arizona)
St. David est une census-designated place du comté de Cochise, dans l'État de l'Arizona, aux États-Unis. En 2020, elle compte une population de 1 639 habitants.